# Шёнинг, Пит
Питер «Пит» Киттильсби Шёнинг (англ. Peter Kittilsby Schoening; 30 июля 1927, Сиэтл — 22 сентября 2004, Кенмор) — американский альпинист, первый восходитель на Хидден-Пик (8080 м), — одиннадцатый по высоте восьмитысячник мира (1958), и пик Винсон (4892 м) — высшую точку Антарктики (1966). Наибольшую известность, тем не менее, получил как участник американской экспедиции на K2 1953 года, спасший от неминуемой гибели пятерых, сорвавшихся на крутом склоне, участников американской команды, спускавших тяжело больного товарища по восхождению. За свои решительные действия в альпинистских кругах США получил прозвище «The Belay» — «Страховка». Его ледоруб, при помощи которого он остановил падение, по мнению Тома Хорнбейна и Николаса Клинча стал одним из «величайших артефактов истории альпинизма», и ныне экспонируется в Американском музее альпинизма Уошберна (Голден, Колорадо).
Кавалер высшей награды Американского альпклуба — медали Дэвида Соулса, вручаемой альпинистам, спасшим в горах людей с риском для собственной жизни (1981).

## Краткая биография
Пит Шёнинг родился в Сиэтле. Учился в средней школе Рузвельта (англ. Roosevelt High School), незадолго до окончания которой добровольцем завербовался в военно-морской флот США, где прослужил около года вплоть до конца Второй мировой войны. Позже получил высшее образование по специальности химик-технолог в Вашингтонском университете. Работал по профессии, в конце 1960-х годов основал собственную компанию Chemgrate Corporation (Вудинвилл), занимавшуюся производством стеклопластика. В 1995 году продал бизнес и отошёл от дел. Был женат на Мери Лу «Мелл» Дойтер (Mary Lou (Mell) Deuter). В браке, продлившемся более 50 лет, родилось шестеро детей. Умер от рака крови. На момент смерти у Пита было 12 внуков.

## Альпинистская карьера

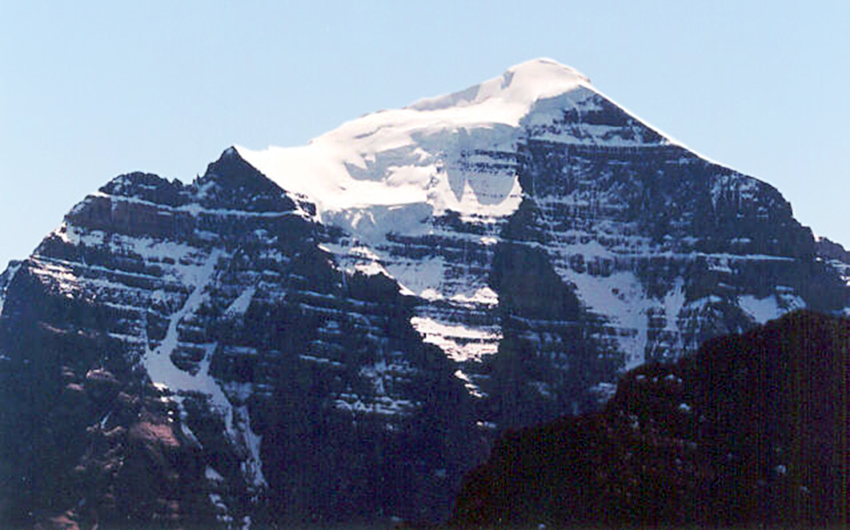
Вершина Темпл

Пит Шёнинг увлёкся альпинизмом во время учёбы в университете, «специализировался» на восхождениях в Скалистых горах, преимущественно в их наименее исследованных местах. Сохранились сведения о его первовосхождениях в каньоне Тамуотер (англ. Tumwater Canyon) и в массиве Темпл. В 1953 году Шёнинг стал самым молодым участником американской экспедиции Чарльза Хьюстона на К2, которая принесла ему известность. 5 июля 1958 года Пит Шённиг в связке с Эндрю Кауфманом совершил первое восхождение на Хидден-Пик — одиннадцатый по высоте восьмитысячник мира, ставшим единственным «американским» восьмитысячником планеты (руководитель экспедиции Николас Клинч).

17 мая 1960 года он вместе с Джоном Деем (англ. John Day), братьями Джимом и Лу Уиттакерами совершил восхождение на Мак-Кинли. Однако хорошее спортивное достижение команды оказалось в тени последующих трёхдневных спасательных работ: во время спуска в результате срыва всей связки на крутом склоне Дей сломал ногу, а Пит и Джим получили травмы. Кроме этого, из-за обморожения левой руки Шёнинг лишился кончиков среднего пальца и мизинца.

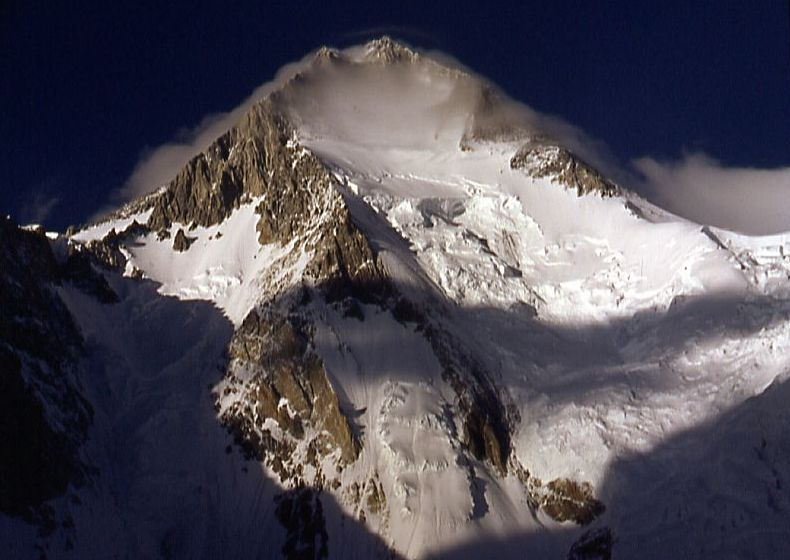
Хидден-Пик

В середине декабря 1966 года (18 числа) в числе участников Американской антарктической экспедиции (англ. 1966 American Antarctic Mountaineering Expedition) Пит Шёнинг вместе с Барри Корбетом (Barry Corbet), Биллом Лонгом (Bill Long) и Джоном Эвансом (John Evans) первым поднялся на высочайшую вершину шестого континента — гору Винсон (4892 м), а летом 1974 года вместе с Робертом Крейгом (англ. Robert W. Craig), — партнёром по восхождению на К2, возглавил первую американскую экспедицию на Памир (англ. USA-USSR Pamirs Expedition), в числе молодых участников которой была и будущая звезда американского альпинизма Джон Роскелли. Американцы получили официальное приглашение Спорткомитета СССР направить своих представителей для участия в международной «Альпиниаде». В ходе сборов они поднялись на Пик Ленина (в их числе Шёнинг) и проложили новый техничный маршрут на «Peak Nineteen» (Пик девятнадцати). Сборы не обошлись без потерь — в результате схода лавины погиб Гарри Улин, а всего во время проведения «Альпиниады» погибли 13 альпинистов, в том числе восемь участниц группы Эльвиры Шатаевой.
В 1985-м Пит вошёл в число участников первой американской и первой совместной с китайцами экспедиции на Кунь-Лунь (англ. Sino-American expedition), в ходе которой было совершено первовосхождение на высшую точку массива — вершину Улугмузтаг (Том Хорнбейн, Питер Молнар (англ. Peter Molnar), Роберт Бейтс, а также пять китайских спортсменов). Помимо этого Шёнинг в течение жизни поднялся на все высочайшие точки всех 50-ти штатов США и все высочайшие вершины всех континентов, за исключением Эвереста, на который попытался взойти в 1996 году вместе со своим племянником Кливом в числе участников коммерческой экспедиции Скотта Фишера, после чего в 1997 году завершил спортивную карьеру.

### K2

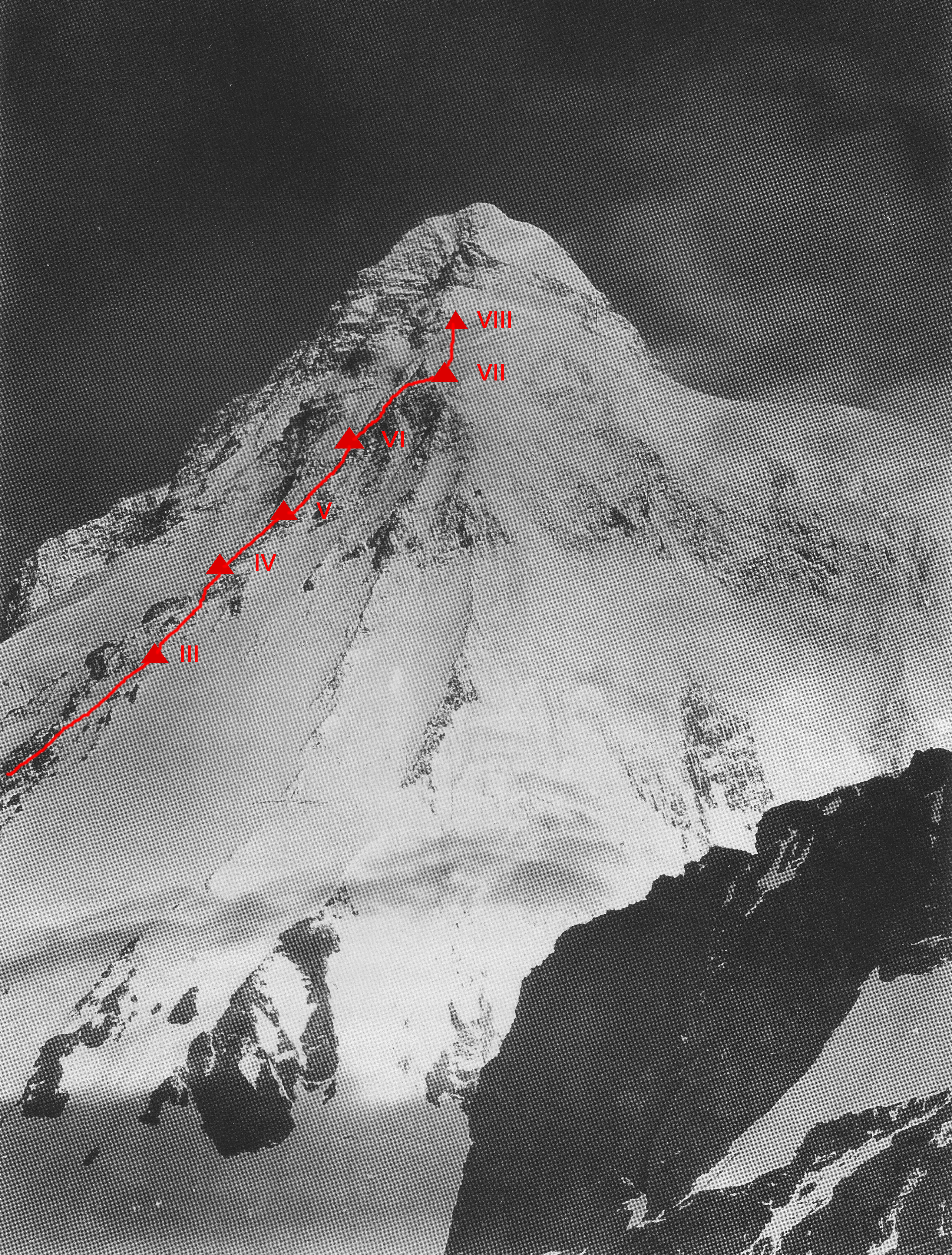
Американский маршрут 1953 года

В 1953 году Пит Шёнинг вошёл в состав участников третьей по счёту американской экспедиции на К2 (руководитель Чарльз Хьюстон, участники: Роберт Бейтс, Артур Гилки, Ди Моленар, Джордж Белл, Тони Стритер и Роберт Крейг). Экспедицию сопровождал представитель Пакистана полковник Мухаммед Ата-Уллах (Mohammad Ata-Ullah (1905—1977)). Это была пятая экспедиция на вторую по высоте вершину мира, и американцы успешно прошли все наиболее сложные участки,  теперь ставшим «классическим», маршрута по ребру Абруццкого и поднялись до отметки 7770 метров, где был разбит и хорошо оборудован высотный Лагерь VIII. Вечером 2 августа в нём собрались все восемь участников американской команды, готовясь к последнему штурму вершины, для осуществления которого им были нужны всего три дня хорошей погоды.
Однако погода внесла свои коррективы в планы восходителей, и последующие пять дней из-за непрекращающейся бури альпинисты провели в стеснённых условиях Лагеря VIII (одну из палаток порвало в ночь на 4 августа). Утром 7 августа Арт Гилки вышел из палатки и неожиданно для всех потерял сознание от боли. Хьюстон — врач по профессии, диагностировал у него тромбоз глубоких вен левой голени, и во избежание рецидива заболевания требовалась немедленная эвакуация Арта вниз. В тот же день Гилки начали спускать по пути подъёма, но уже в 120 метрах от лагеря стало ясно, что спуск невозможен из-за крайне высокой лавиноопасности, и альпинистам, попавшим в западню, пришлось вернуться. В тот же день Шёнинг и Крейг нашли возможный безопасный спуск к нижним лагерям, но погода заперла альпинистов в лагере ещё на два дня. К этому времени у Гилки началась, предположительно, лёгочная эмболия, и 10 августа Хьюстон принял решение спускать его вниз несмотря ни на что.
Гилки, укутанного в спальный мешок и обмотанного, в свою очередь, разорванной палаткой, начали спускать по сложному, но относительно безопасному скальному ребру, разведанному ранее Шёнингом и Крейгом. На одном из участков спуска Крейга и Гилки едва не смело сухой лавиной, однако всё обошлось — страховка выдержала. К трём часам дня местного времени все были измотаны до предела, и стало понятно, что спуститься ниже к Лагерю VI за один день не получится, а для выхода к палатке промежуточного лагеря VII, использовавшейся как склад, требовалось пересечь траверсом крутой заснеженный кулуар, и протащить по нему Арта. Крейг «отвязался», благополучно пересёк кулуар и начал готовить в Лагере VII дополнительную площадку под палатку. Белл в связке со Стритером начал готовить маятниковую страховку выше по склону, Хьюстон и Бейтс готовили горизонтальные перила через кулуар, Шёнинг, шедший последним, страховал спускаемого Гилки и пристегнутого к нему Моленара через ледоруб, предварительно им заклиненный за вмёрзший в скалу камень.
В какой-то момент Белл сорвался и сдёрнул Стритера, связка, падавшая сверху, своей верёвкой сорвала со склона Хьюстона и Бейтса, и в итоге всех четверых кинуло на верёвку, соединявшую Гилки с Моленаром, сорвав последнего. Падение команды, несмотря на колоссальную нагрузку, Шёнинг смог остановить. По словам Бейтса, «Этого не могло быть, но он это сделал». В результате срыва Хьюстон получил черепно-мозговую травму, Моленар сломал ребро, и почти все альпинисты находились в состоянии аффекта. Поднявшись на исходные позиции, они закрепили Гилки на склоне при помощи двух вогнанных в снег ледорубов, а сами отправились на установку лагеря — сил на его транспортировку уже не было. Как только Лагерь VII был установлен, альпинисты, отправившиеся за Артуром, нашли вместо него только след недавно сошедшей лавины. Впоследствии появились домыслы о возможном самопожертвовании Арта во имя спасения команды.
Оставшаяся команда Хьюстона в итоге сумела к 15-му августа спуститься в базовый лагерь, а подвиг Шёнинга стал одним из «величайших моментов» истории американского альпинизма.

## Комментарии
1. ↑  Единственным из 14-ти, на который американцы совершили первое в истории первовосхождение.